# Sebastian Seidl
Sebastian Seidl (Nürtingen, 12 luglio 1990) è un judoka tedesco.

## Biografia
Ha fatto parte della sepdizione tedesca ai I Giochi europei di Baku 2015, vincendo il bronzo nei -66 kg.
Ha rappresentato la Germania ai Giochi olimpici estivi di Rio de Janeiro 2016, dove si è classificato diciassettesimo nel torneo dei 66 kg, a seguito della sconfitta contro l'italiano Fabio Basile.
All'Olimpiade di Tokyo 2021 ha vinto il bronzo nella torneo a squadre miste ed è stato eliminato al primo turno da Yakub Shamilov, rappresentante di ROC, nei pesi mezzo-leggeri (66 kg).

## Palmarès
- Giochi olimpici

Tokyo 2020: bronzo nella squadra mista;